# Serra de Monchique
Die Serra de Monchique ist ein Gebirge im Westen der Algarve.
Die höchste Erhebung heißt Fóia und ist 902 Meter hoch.
Das Monchique-Gebirge ist ein wichtiger Windschutz vor dem kalten Wind, der vom Atlantischen Ozean auf das Festland bläst.
Die Serra ist nach dem Hauptort Monchique benannt.